# Adcox Student Prince

El Adcox Student Prince fue un biplano de cabina abierta biplaza, diseñado por Basil Smith y construido por los estudiantes de la Escuela Comercial de Aviación Adcox en 1929. Se encontraba basado en el modelo Adcox Special, el primer modelo voló el 17 de septiembre. Un único ejemplar de Student Prince X propulsado por un motor ACE de 90 cv fue construido en 1931. 
Hasta el año 2004, solamente un modelo permanecía registrado en los Estados Unidos.

## Especificaciones
Características Generales
- Tripulación: 1 piloto
- capacidad: 1 pasajero
- Longitud: 7,16 m
- Envergadura: 9,22 m
- Motor: 1x Cirrus Mk III, 63 kW (85 cv)

Desempeño
- Velocidad máxima: 177 km/h
- Alcance: 800 km